# Акун
Акун (алеут. Akungan, англ. Akun Island) — один из Лисьих островов, подгруппы Алеутских островов. Входит в состав штата Аляска, США.

## География
Лежит восточнее острова Акутан и юго-западнее острова Унимак, в проливе Унимак. Площадь острова составляет 166,77 км², постоянное население отсутствует. На острове обитает популяция диких коров, потомков животных, разводившихся русскими колонистами. Северную часть острова составляет активный вулкан Акун (Гилберт, 819 м). В 1,6 км к югу от Акуна лежит остров Поа.

## История
Название дали в 1830 году Вениаминов и Литке, на карту нанёс гидрограф Тебеньков в 1852 году.
Краткое описание острова встречается у Г.И. Шелихова в его «Путешествии г. Шелехова с 1783 по 1790 год из Охотска по Восточному Океану к Американским берегам...»:

Акун остров, от Акутана отстоит на 1 версту; в длину имеет 35, а в ширину от 10 до 15 верст: неимеет ни какой гавани, кроме бухты на Северной стороне; лес ростет сланец; речки хотя на нем и есть, но рыбы в них бывает мало. Сверьх коренья ростут обыкновенные ягоды; звери водятся Лисицы бурые, сиводушки, и красные, Нерпы; Бобров же не бывает. Жителей Ясачных и неясачных 50 человек.

В 1867 году территория перешла в состав Северо-Американских Соединённых Штатов в результате сделки с Российской империей.
Вечером 22 мая 1928 года на побережье острова потерпел крушение парусник «Звезда Фолкленда», который в тумане налетел на прибрежные камни. На следующий день на помощь потерпевшим крушение прибыли катер береговой охраны «Хайда» и судно обслуживания маяков «Кедр». Удалось спасти 312 из 320 членов экипажа и пассажиров парусника, что стало одной из самых успешных спасательных операций в истории береговой охраны США.
Ныне входит в состав штата Аляска, образованного с 1959 года.